# 風雲急なり大阪城 真田十勇士総進軍
『風雲急なり大阪城 真田十勇士総進軍』（ふううんきゅうなりおおさかじょう さなだじゅうゆうしそうしんぐん）は、1957年（昭和32年）2月27日公開の日本映画である。中川信夫監督、新東宝製作・配給。白黒映画、スタンダードサイズ、7巻 / 1,915メートル（1時間9分）。

## 概要
講談や立川文庫で知られる真田十勇士の活躍を描いた中川信夫監督作品。脚本は前年（1956年）の中川作品『怪異宇都宮釣天井』を手掛けた仲津勝義と武部弘道のコンビである。
罠や大掛かりな仕掛けを仕組んだセットが登場する。また、猿飛佐助や霧隠才蔵が忍術を使う場面では、ひとつのショットの中でカメラスピードを頻繁に変える技法を用いている。音楽は佐野日出男が担当しているが、オリジナルスコアはなく、『荒城の月』、『庭の千草』、『さくらさくら』、『家路』、『五木の子守唄』などの童謡や唱歌をアレンジしたBGMが使用された。
ファーストシーンは関ヶ原の戦いから始まるが、本作品では真田幸村（真田信繁）の旗が関ヶ原で東軍の騎馬隊に踏みにじられるカットがあり、真田幸村が関ヶ原の本戦に出陣して敗北するという史実と異なる描写となっている。

## あらすじ
1600年（慶長5年）、関ヶ原の戦いは豊臣方に利あらず、凱歌は徳川に上がった。合戦に敗れた真田幸村は忠臣の十勇士を引き連れて紀州高野山麓の九度山に籠り、再び徳川家康に決戦を挑む日に備えていた。
数年後、幸村は合戦の時期を見極めようと、全国各地に十勇士を派遣して諸大名の動静を探らせる。主君・豊臣秀頼が住まう大坂城には猿飛佐助と菊乃が赴く。十勇士の一人・三好清海入道は酒癖の悪さを幸村に咎められて九度山に残留するよう言い渡されていたが、幸村に懇願して佐助と菊乃の後を追った。大坂に着いた一行は、秀頼重臣の木村長門守から、家康が隠匿している豊臣秀吉の遺言書を奪ってくるよう命ぜられる。その遺言書は、秀頼15歳のみぎりには、家康が後見職を辞して天下を秀頼に任せるよう、秀吉と家康が誓い合ったものだった。
長門守と対立する秀頼側近の平野主水正は、徳川方と通じていたために、長門守が遺言書を取り返そうとしていることに焦り、大坂城を大量の爆薬で破壊しようと目論むが、三好清海入道と霧隠才蔵の活躍によって阻止され、長門守に処断される。佐助たちは徳川屋敷に忍び込むことに成功して家康を追い詰めるが、家康がすでに遺言書を書きかえていたことを知ると徳川の追手を振り払って逃亡する。再び十勇士を招集した真田幸村は、徳川との最後の決戦に挑まんと一路大坂城を目指すのだった。

## スタッフ
- 監督： 中川信夫
- 企画： 津田勝二
- 脚本： 仲津勝義、武部弘道
- 撮影： 西垣六郎
- 美術： 岩武仙史
- 照明： 平岡岩治
- 音楽： 佐野日出男
- 録音： 根岸寿夫
- 助監督：勝俣眞喜治
- 編集：金子半三郎
- 製作主任：鈴木義久

## キャスト
- 真田幸村： 田崎潤
- 真田大助： 湊幹
- 猿飛佐助： 天城竜太郎
- 三好清海入道： 舟橋元
- 三好伊三入道： 国方伝
- 霧隠才蔵： 小笠原竜三郎
- 穴山小助： 信夫英一
- 筧十蔵： 御木本伸介
- 由利鎌之助： 杉山弘太郎
- 海野六郎： 西一樹
- 望月六郎： 池月正
- 根津甚八： 小浜幸夫
- 菊乃： 藤木の実
- お近： 日比野恵子
- 風祭孫兵衛： 芝田新
- 豊臣秀頼： 滝川誠二
- 淀君： 真山くみ子
- 木村長門守（木村重成）： 沼田曜一
- 徳川家康： 石山竜次
- 本多佐渡守（本多正信）： 高松政雄
- 平野主水正： 丹波哲郎
- 近藤次郎衛門： 倉橋宏明
- 大脇軍太夫： 国創典
- おさん： 大原栄子
- 他：千葉徹、大原栄子、村山京司、泉田洋志、小森敏、川部修詩、築地博、高村洋三ほか